# Reka (gmina Kladovo)
Reka (cyr. Река) – wieś w Serbii, w okręgu borskim, w gminie Kladovo. W 2011 roku liczyła 203 mieszkańców.